# 가톨릭출판사
가톨릭출판사는 로마 가톨릭교회 단행본과 인문학 서적을 출판하는 가톨릭 출판사이다. 대한민국의 천주교 서울대교구에 속한 재단법인이기도 하다. 가톨릭출판사의 전신인 '성서 활판소'의 설립연도를 무시하고 가톨릭출판사가 설립된 연도인 1886년을 원년으로 삼는다고 하여도 대한민국에 현존하는 출판사 중 가장 오래된 회사이다.
2023년 7월 기준으로, 대표는 로마 가톨릭 교회 정순택 베드로 대주교, 사장은 신부인 김대영 디다꼬 신부가 임명되어 있다. 

## 역사
1880년 조선 내의 천주교 신자를 위한 책을 출판하기 위하여 일본 나가사키에 '성서 활판소'(가톨릭출판사 전신)가 세워진다. 근대 인쇄술을 활용하여 한국인의 손으로 처음 간행한 '한불자전'이 발행된 1880년을 가톨릭출판사의 원년으로 따진다면, 조선 왕조가 한반도에 세운 최초의 근대 출판인쇄소인 '박문국'(1883년)이나 한반도 내 최초의 민간 근대 출판인쇄소인 '광인사'(1884년)보다 앞선다. 나가사키에 있던 성서 활판소를 한불조약이 체결된 후 조선의 한양(현 서울특별시) 정동으로 이전한 1886년을 원년으로 한다면 우리나라에 세워진 3번째 근대 출판인쇄소이다.

### 1886년, 한반도에 인쇄소를 세움
조선 왕조는 쇄국 정책을 시행하였기에 자국 안에 서양종교 유입을 극도로 꺼렸다. 그렇기에 당시 천주교 조선인 신자들은 박해를 받으며 비밀리에 신앙을 지켰다. 이러한 조선의 천주교인들에게 필요한 종교 서적을 간행하기 위하여 일본 나가사키에 근대 출판인쇄소를 세우고 1880년 '한불자전'을 출판한다. 6년 뒤인 1886년, 한불조약이 체결되어 조선과 프랑스와의 외교가 시작되어 종교 자유가 허용되자, 코스트(한국명 '고의선') 신부가 일본에 있던 성서 활판소를 조선의 수도 한성(현 서울특별시)으로 이전한다. 한성 정동에 자리잡은 성서 활판소는 한반도에 세워진 3번째 근대식 인쇄소가 되었다.

### 2011년, 창립 125주년을 맞이함
2011년 8월 28일 창립 125주년을 맞이하는 가톨릭출판사는 8월 26일 서울특별시 중림동 본사에서 기념행사를 치렀다. 기념미사를 시작으로 100여명이 모여 오찬을 나누는 기념식을 치렀다. 오찬장에서는 제주도산 흑돼지 2마리를 주 요리로 하여 각종 주류 및 음료수가 제공되었다.

## 설립 이념 및 목적
가톨릭출판사는 한국 천주교 서울대교구 유지재단 정관 제4조 3항의 사업으로 '도서출판 및 인쇄를 통한 복음 전파에 이바지' 하고 '가톨릭 문화와 민족 문화 창달'에 그 목적을 하는 출판 기관이다.

## 주보 성인
출판사의 주보 성인 아우구스티노를 회사의 주보 성인으로 모신다. 회사에서 이루어지는 '가톨릭출판사 기도'가 있는데, 그 기도문에서는 성 아우구스티노의 보살핌을 청하는 내용을 볼 수 있다.
가톨릭출판사 기도

모든 이의 복음화를 위해 저희를 사도직에 부르시고	

저희로 하여금 보람과 자부심을 갖도록 허락하신 주님,

찬미와 감사 올립니다.

저희 모두 주신 소명 깨닫고,

주님 생각, 주님 마음 온전히 전하고자 하오니,

저희 의지와 지혜를 차지하시고 축복하소서.

낱말 하나, 종이 한 쪽 채울 때 마다

성물 하나, 성화 한 폭 대할 때 마다

크신 주님의 혼 온전히 담을 수 있는 저희 되게 하시고

저희 영을 성령으로 비춰 주소서.

함께 일하는 저희 가슴은

사랑 가득 고인 옹달샘 되게 하시고,

함께 마주 보는 저희 얼굴은

잔잔한 미소 넘치는 평화의 개울 되게 하소서. 아멘

저희 주보이신 성 아우구스티노,

저희를 위하여 빌어주소서.

한국의 모든 순교 성인들이여,

저희를 위하여 빌어주소서.

성부와 성자와 성령의 이름으로 아멘.

## 회사 구조

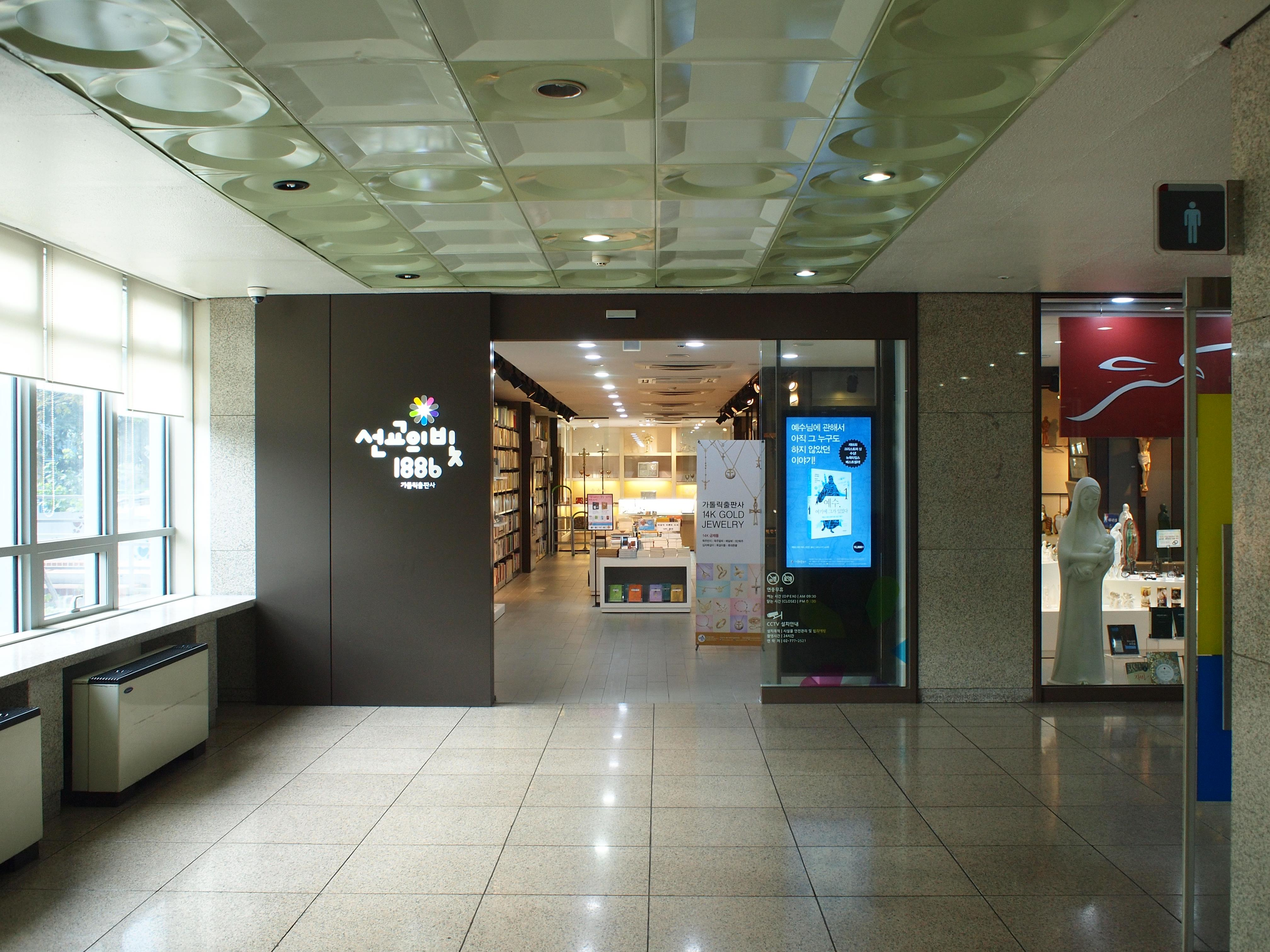
가톨릭회관 서적성물센터 입구

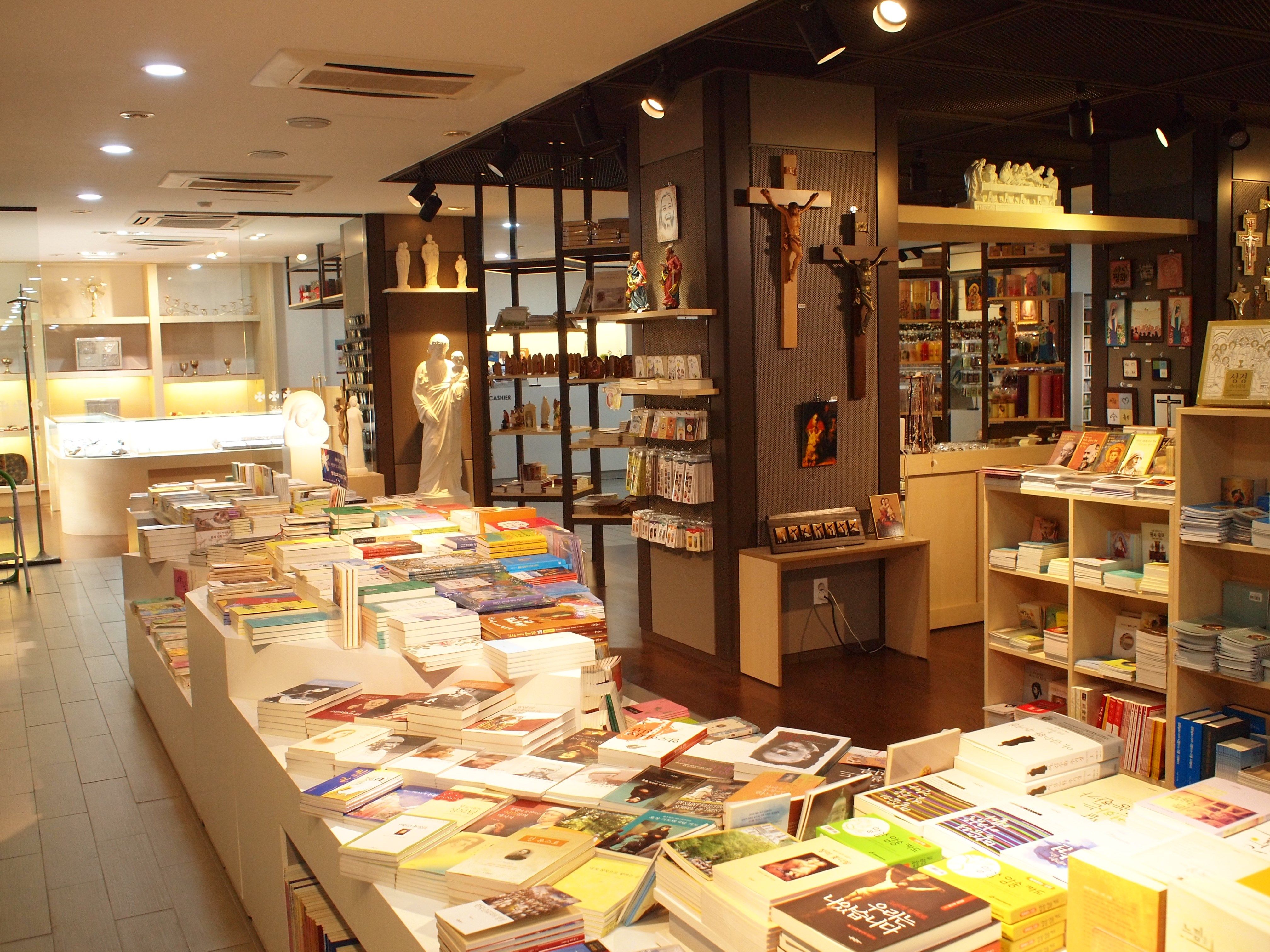
가톨릭회관 서적성물센터 실내

회사명 총칭은 '(재)한국천주교서울대교구 가톨릭출판사'이며, 영문 표기는 'Catholic Publishing House'이다. 재단법인으로 이루어져 있으며 1명의 대표, 1명의 사장을 기본으로 한다. 필요에 따라 이사와 같은 임원도 둔다. 전통적으로 대표직은 한국 천주교의 추기경이 맡고, 사장직은 서울대교구에서 교구 소속의 신부를 물색하여 임명하는 방식이다.
서울특별시 중구 중림동에 본사가 있다. 지상 3층 지하 1층의 건물 1개동(본관), 지상 7층 지하 3층의 건물 1개동(신관), 지상 2층 지하 1층의 별관 1개동 총 3개의 건물로 구성되어있다. 인쇄를 목적으로 한 지사가 경기도 파주시 조리읍 오산리에 소재한다. 3층 건물 1개동으로 가톨릭출판사 인쇄국이 입주해있다.

### 부서
부서는 편집국, 제작국, 영업국, 총무국, 인쇄국 5개 국으로 나뉘어 있다.

#### 편집국
일반 단행본에서 아동도서에 이르기까지 가톨릭출판사의 모든 단행본과 월간지 소년, 말씀지기를 기획, 윤문, 교정, 교열, 디자인을 한다. 즉 인쇄 이전 단계의 전 과정을 책임맡는다. 단행본과 아동잡지 월간 소년 그리고 어른들을 위한 묵상 월간지 말씀지기의 편집·간행이 편집장의 책임 하에 이루어지고 있다.

#### 제작국
외부에서 의뢰하는 정기 간행물과 인쇄물 등을 제작한다. 천주교 서울대교구, 의정부교구, 춘천교구의 가톨릭 주보 최종 디자인이 여기서 이루어진다. 일부 성물 및 가톨릭 관련 제품의 기획 및 디자인을 하기도 한다.

#### 영업국
도서 및 인쇄물, 성물의 유통과 도소매, 판매, 상품기획 등 포괄적인 업무를 맡고 있다. 회사 내에서 가장 큰 규모를 가지고 있다.

#### 총무국
회사 운영의 전반을 맡고 있다. 총무국 산하의 전산팀에서 인터넷 쇼핑몰을 운영 중이기도 하다. 그외 영선팀과 같은 조직도 여기에 속해있다.

#### 인쇄국
파주지사에 위치해 있으며 인쇄 업무를 맡고 있다. 하이델베르크 인쇄기 수 기를 보유하고 있으며, 내부에서 인쇄물 재단 및 접지도 가능하다.

#### 기획홍보팀
2011년 8월 1일 발족된 부서. 대외 홍보를 기본으로 하여 제품 개발 및 운영에 관한 아이디어를 도모하는 부서. 국에 속해있지 않은 독립된 팀으로 상무이사 직속 관할이다. 업무 파악이 기본되어야 하는 특수성에 따라 각 국에 속해있던 기존 사원을 착출하였다.

## 사업 분야
가톨릭출판사는 크게 4부분의 사업을 진행하고 있다.

### 제조업
도서출판 및 인쇄업을 한다. 단행본 및 월간지의 기획·편집은 서울 본사에서, 인쇄 공정부터는 파주지사에서 작업한다. 한국 천주교 서울대교구, 의정부교구, 춘천교구의 주보를 매주 제작하고 있다. 그외 한국 천주교 산하 기관 및 단체에 필요한 인쇄물을 수주 받기도 한다.

### 유통업
도서유통 및 도소매업을 한다. 영업국의 영업사원들이 각 성당 및 직영 매장에 도서 및 성물을 직접 유통하고 있다. 일반 대형서점은 외부 유통업체를 통하여 도서를 유통한다. 성물의 경우 개인 작가나 성물 공작소에서 성물을 매입하여 도소매 유통을 하고 있다.

### 서비스업
직영 매장 운영과 인터넷 쇼핑몰 운영, 혼인 사업을 한다. 영업국 소관 하에 명동성당, 가톨릭회관, 강남성모병원, 분당 성 요한 성당에 직영 매장을 두어 직접 판매 중이다. 총무국 산하 전산실에서 가톨릭출판사 인터넷 쇼핑몰을 운영 중이다.
그 외 중림동 본사 건물에는 '마리아홀'과 '요셉홀'이라는 작은 성당이 마련되어 있는데, 그 성당 시설을 이용하여 혼인 사업을 벌이고 있다. 천주교 신자만을 대상으로 혼인 미사만 진행 중이며 일반 예식장보다 상대적으로 낮은 가격에 운영되기에 천주교 신자들의 호응이 좋다.

### 임대업
지상 7층 및 지하 3층 규모의 본사 신관 건물을 이용하여 사무실 임대 사업을 펼치고 있다. 천주교 관련 기관 및 회사는 물론 일반 사업체도 입주한 상태이다.

## 정기 간행물
1세기 이상의 세월동안 운영되온 가톨릭출판사에서 정기적으로 간행하는 잡지 및 인쇄물이다.

### 월간 소년

가톨릭출판사에서 간행하는 월간 소년 2012년 12월호와 2013년 1월호

1960년 1월에 당시 가톨릭출판사 사장 김옥균 신부의 주도로 명동 교구청 건물의 한켠에서 창간되었다. 월간 소년은 현재 한국에서 발간되는 아동잡지 중 가장 오래된 기록을 가지고 있다. 창간 당시의 제호는 '가톨릭 소년'이었으며 한 권 가격은 100환 이었다.
1972년 4월호부터 '가톨릭'이란 단어를 빼고 '소년'으로 제호를 바꾸었다. 1977년 6월 가장 우수하고 유익한 어린이 잡지라는 평가와 함께 제2회 색동회상을 수상하였다. 1979년 8월 소년 편집부가 명동에서 중림동 현 위치로 이사했다. 1988년 4월호부터는 '사진 식자'로 컴퓨터 편집환경이 도입되었다. 1994년 11월 공보처에서 '우수 잡지'로 선정되었다.
2003년 12월 '한국 가톨릭 매스컴 출판 부문상'을 수상하고, 2005년과 2008년에는 한국잡지협회의 '우수 전문 잡지'로, 2011년에는 문화체육관광부 선정 2011년도 '우수 컨텐츠 잡지'로 선정되었다. 2009년 2월 회사 내부 사정으로 인하여 소년 편집부가 서울특별시 중림동에서 파주시 광탄면으로 이사하나, 여러 어려움을 겪고 2010년 12월 다시 중림동으로 복귀한다. 현재 아동출판 시장은 물론 모든 출판 시장의 축소로 인해 구독율이 크게 감소하여 간행에 어려움을 겪고 있으나 한국 천주교에서는 영속적 발행을 추구하고 있다.

### 말씀지기
매일의 전례력에 따라 매일 묵상하는 월간지로 영한대조판으로 출간하고 있다. 전 세계 120여개국에서 함께 읽는 월간지 《The Word Among Us》를 국내 실정에 맞게 번역하여 출간하고 있다. 매일 묵상의 내용은 때로는 당일의 복음에 따라서, 때로는 당일의 독서에 따라서 묵상하도록 되어 있다.

### 주보
한국 천주교 서울대교구, 의정부교구, 춘천교구 세 교구의 가톨릭 주보를 간행·유통 중이다. 서울대교구 전 지역과 의정부교구 일부 지역은 인쇄가 끝난 당일에 영업국을 통하여 직접 배송하며, 그외의 지역은 택배 등을 이용한 외부 유통업체를 이용하여 배송한다.

## 대표적인 도서
1세기 이상의 세월동안 운영되온 가톨릭출판사의 대표적인 도서이다.

### 무엇 하는 사람들인가
1964년 8월 출간된 이후에 천주교 예비신자들의 필독서로 꼽힌 도서이다. 가톨릭 성직자 박도식 신부가 집필한 책으로 신의 존재에 대한 원초적인 철학에서부터 올바른 신앙심과 생활을 논한 책이다. 기독교 신자는 물론 무신론자도 교양지식 학습 차원에서 읽어도 좋은 책이다. 2007년 6월 30일 출간 44주년을 맞이하여 개정판이 나왔다.

### 김수환 추기경 전집
김수환 추기경이 생전 집필한 책이 전집으로 출판되어 있다.

### 정진석 추기경 전집
정진석 추기경이 집필한 책이 전집으로 출판되어 있다.

### 아동도서
- 안나와 마리아의 미사 여행: 2010년 출판되어, 안나와 마리아란 주인공이 미지의 세계를 여행하며 천주교 미사 전례에 대해 알아가는 과정을 담은 그림책이다.
- 바티칸에 간 피아: 가족과 함께 바티칸 시국에 여행을 간 주인공 피아가 바티칸 근위병의 자녀를 만나 바티칸 이곳 저곳을 살펴본다는 줄거리의 동화책이다.
- 루피오의 모험 시리즈: 2010년 4편까지 출판되었다. 주인공 루피오가 여러 도시를 순회하며 하느님의 진리를 깨닫게 되는 성장물이다.
- 으뜸 사랑 입체유아성서 세트: 유아를 대상으로 한 입체유아성서 단행본 '노아 이야기', '아브라함이 기뻐요!', '모세와 공주님', '사무엘아! 사무엘아!', '다윗과 골리앗', '요나는 물고기 뱃속에서', '예수님이 태어나셨어요!', '동방박사들이 경배했어요!', '자캐오', '착한 사마리아 사람', '다시 찾은 어린 양', '예수님 만세!'를 세트로 출시한 도서 상품. 두꺼운 종이에 삽화로 꾸며진 목차가 입체 재단되어 있어 유아의 호기심을 자극한다.

## 기타
그외 로마 가톨릭 교회 출판사로는 분도출판사, 성바오로 출판사, 바오로딸, 성서와 함께, 생활성서, 기쁜 소식 등이 있다.

### 박홍근 아동문학상 운영
동요 '나뭇잎 배' 작사자인 아동문학가 박홍근(1919~2006)선생은 생전에 한국 아동문학 발전을 위해 자신의 이름을 딴 '박홍근 아동문학상'을 제정하였다. 2005년 15회 수상이 끝나고 제정자 박홍근 선생이 타계하여 박홍근 아동문학상의 운영이 중단되었다. 2011년 박홍근 선생의 미망인인 김미자 여사가 평생 모은 자신의 재산을 한국 천주교 서울대교구에 기증하며 중단된 박홍근 아동문학상을 부활시켜달라고 부탁하였다. 이에 정진석 추기경은 박홍근 아동문학상의 부활을 약속하고, 천주교 서울대교구 산하재단 가톨릭출판사에 운영을 맡겼다. 그리하여 2011년 박홍근 아동문학상이 부활하였고 상금 1천만원에 상패가 주어지는 규모의 시상이 준비되기 시작한다.

## 같이 보기
- 천주교 서울대교구 - 소속 재단
- 가톨릭평화방송 - 같은 재단에 소속된 방송사
- 분도출판사 - 한국 천주교 계열의 경쟁사
- 도요까와 - 제작국 출신(2010-2012 재직) 예술인